# RebeldeS
RebeldeSは、 ブラジルの音楽グループである。

## メンバー

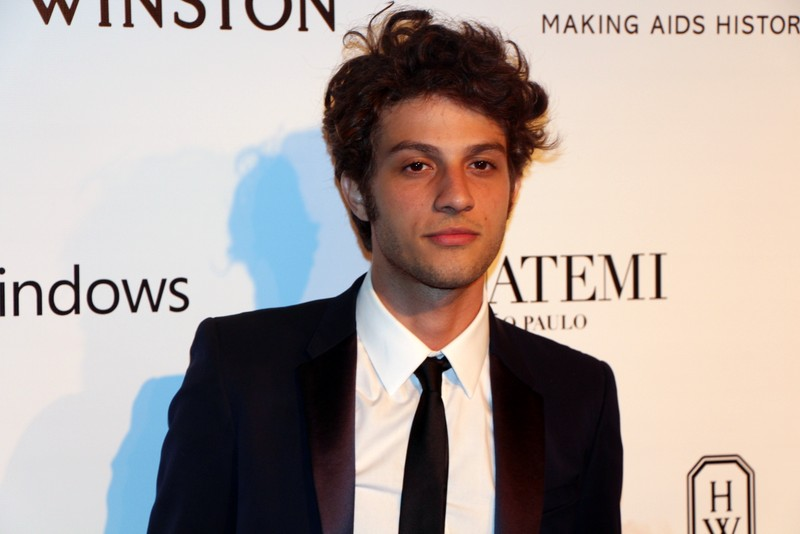
チャイ・スエード
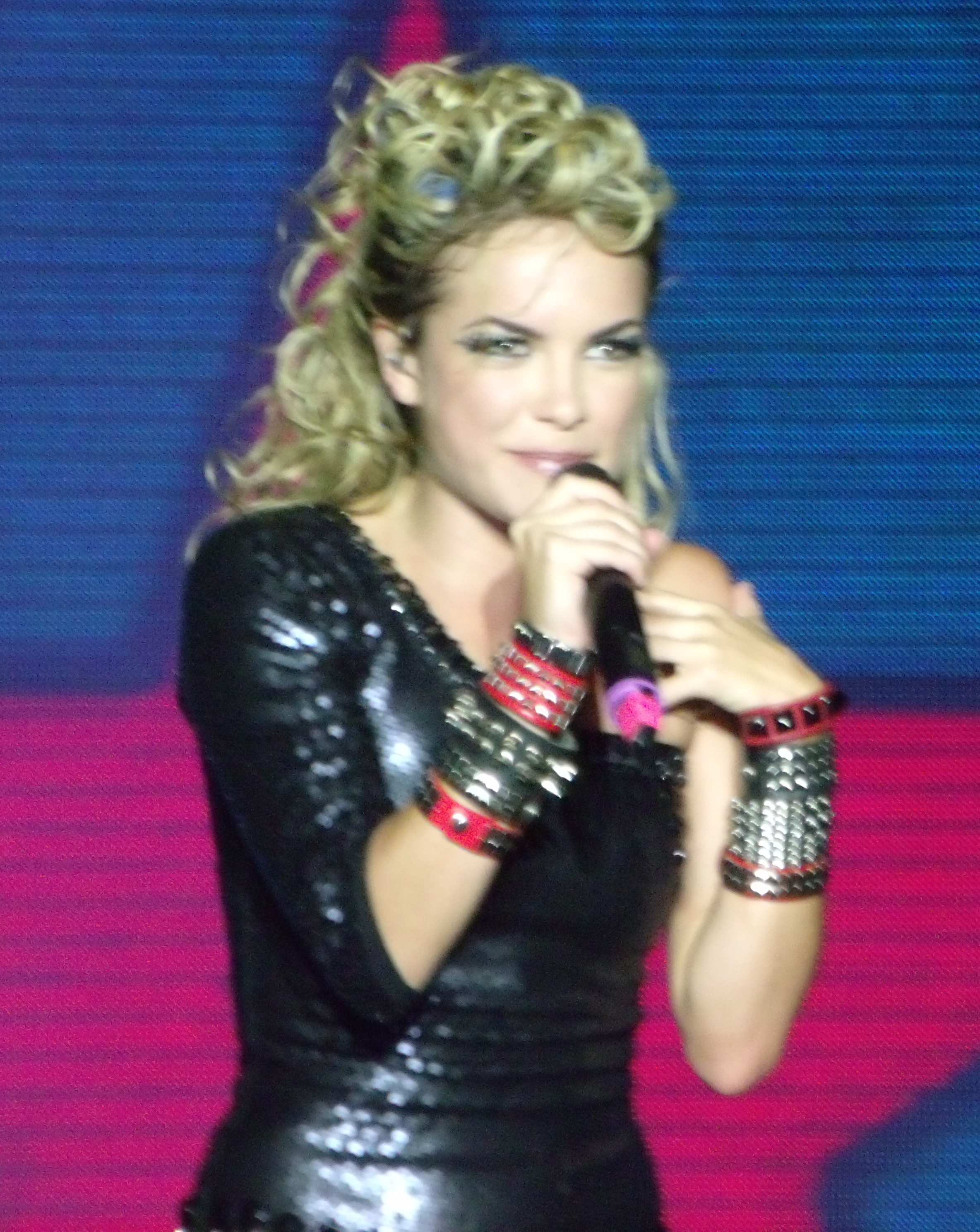
ルア・ボンブランコ
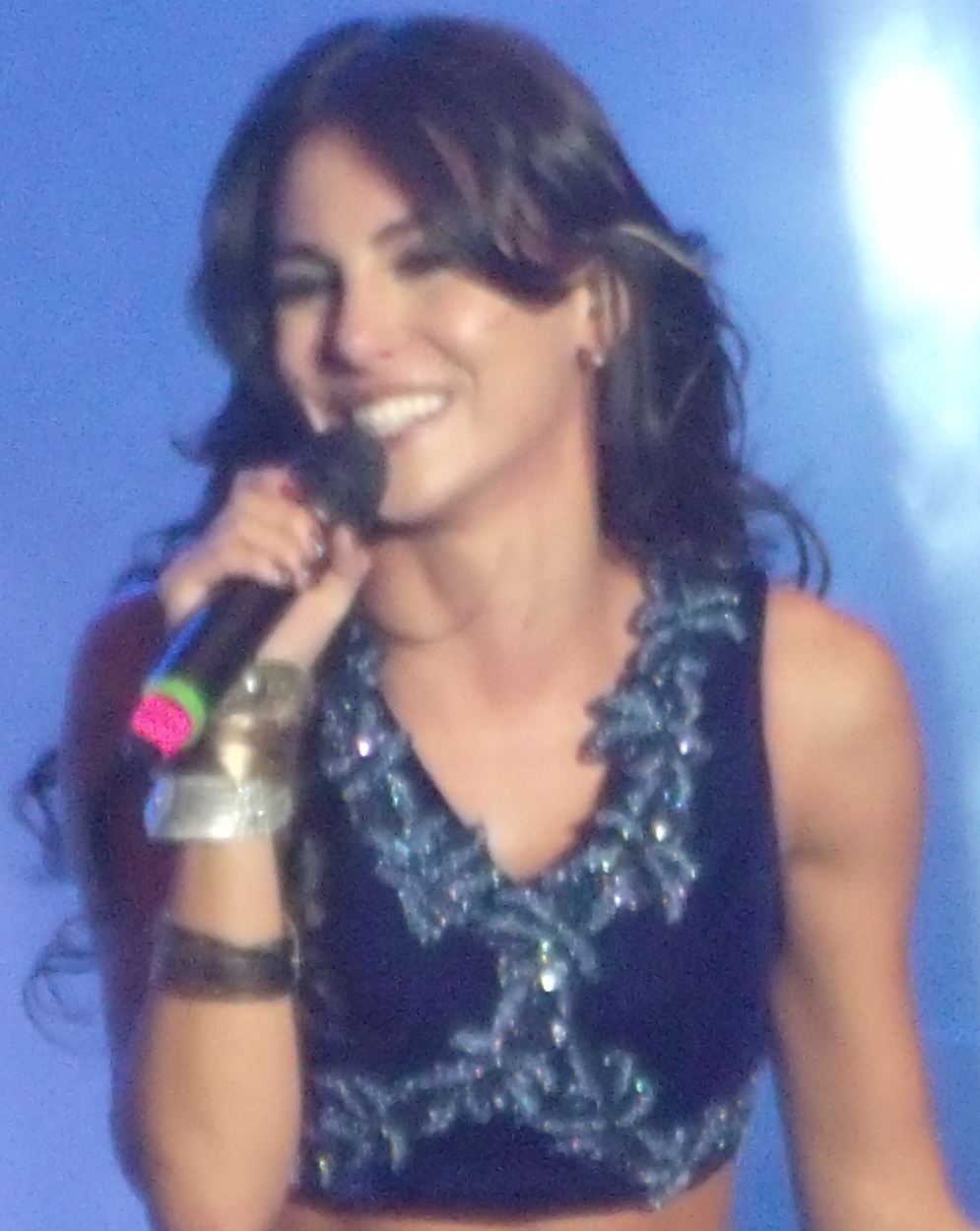
メル・フロンコウィク
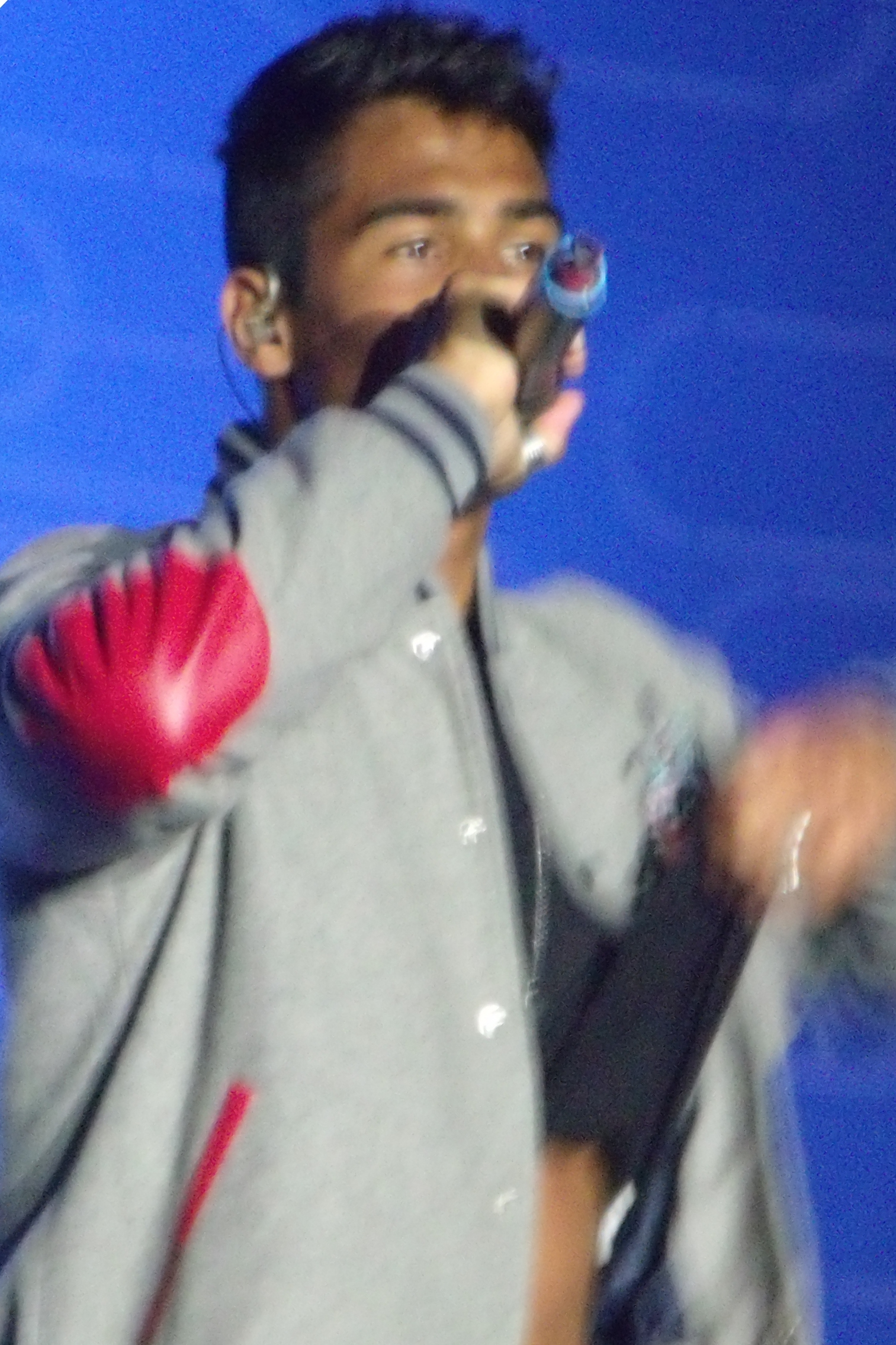
ミカエル・ボルジェス
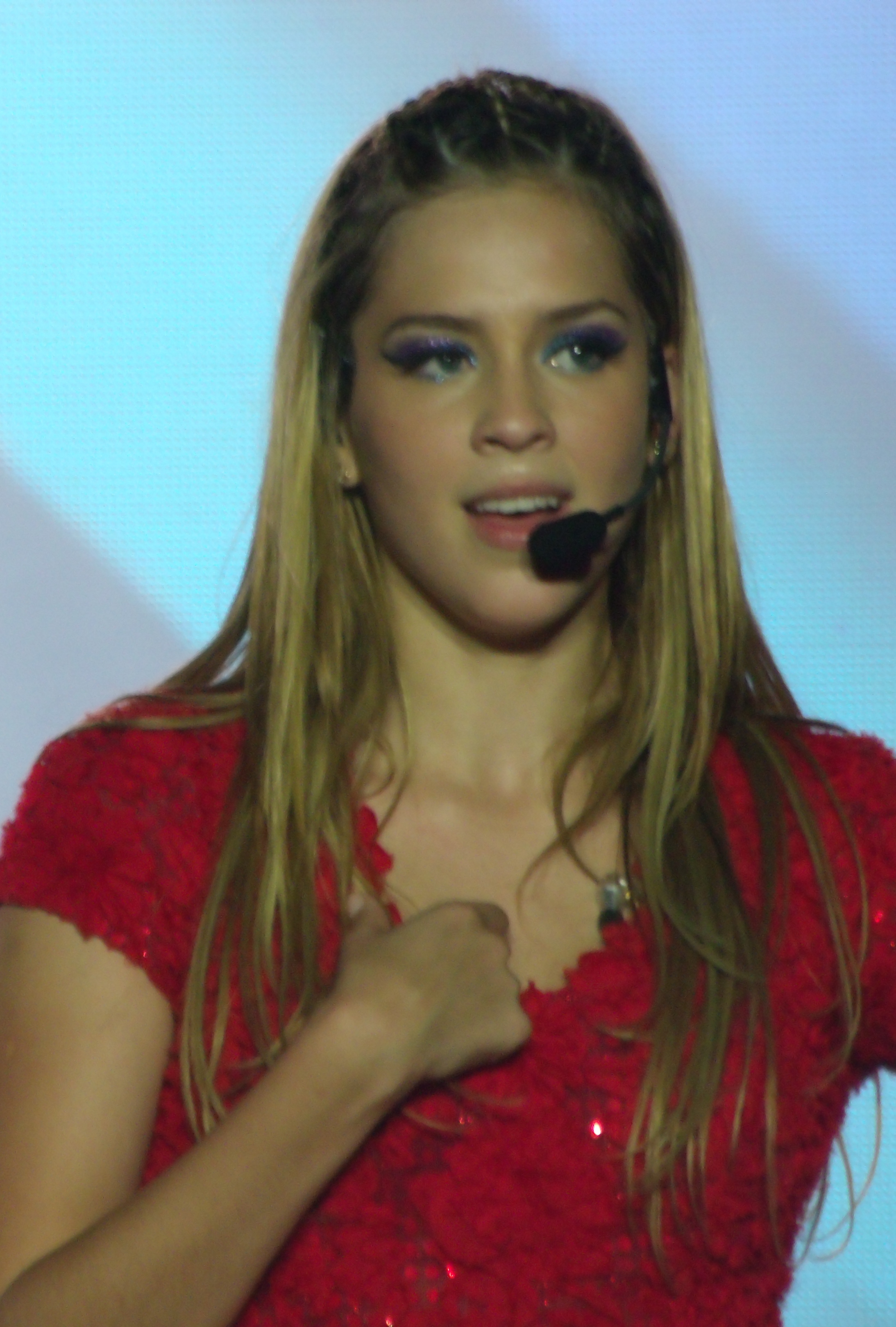
ソフィア・エイブラハオ
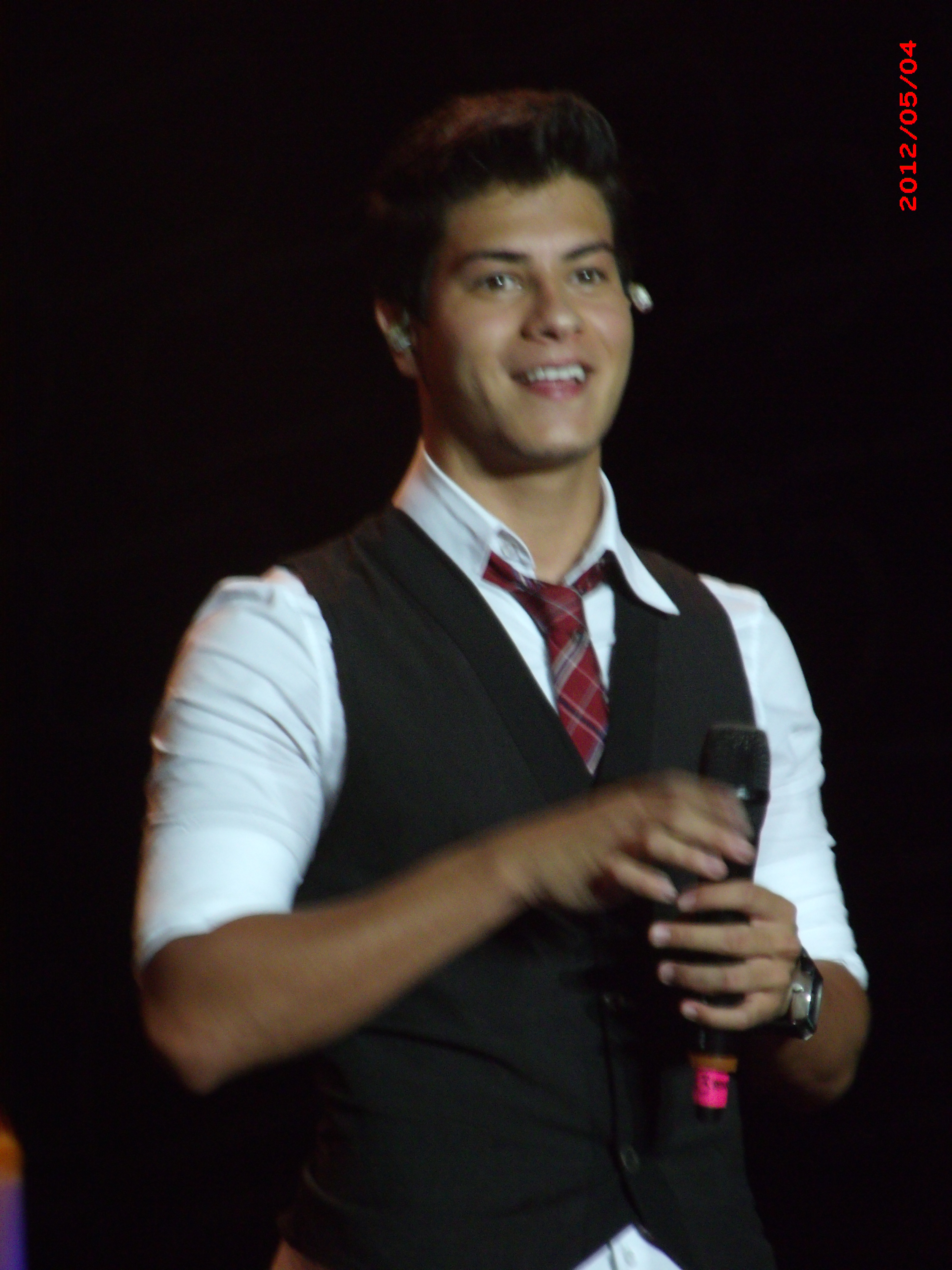
アーサー・ギアール

## 主要作品
- 2011: Rebeldes
- 2012: Rebeldes - Ao vivo
- 2012: Meu Jeito, Seu Jeito